# Giuseppe Dessì
Giuseppe Dessì (Cagliari, 7 agosto 1909 – Roma, 6 luglio 1977) è stato uno scrittore italiano.

## Biografia
Nasce a Cagliari in via Mazzini, sotto il bastione dello Sperone, e trascorre l'adolescenza a Villacidro, di cui sono originari i suoi parenti. Durante l'adolescenza, la lontananza e le continue assenze del padre, ufficiale di carriera, costretto spesso a lunghi e continui spostamenti soprattutto durante la Guerra '15-'18, incidono molto sul carattere già introverso e sensibile del giovane, che manifesta un profondo spirito di ribellione.
Dopo diverse bocciature durante il ginnasio, lascia gli studi regolari. La scoperta, oltre un muro della casa del nonno, di una biblioteca, "la biblioteca murata", lo introdurrà alla lettura di testi filosofici e scientifici. Convinto da queste precoci letture, Leibniz e Spinoza in particolare, che l'uomo sia privo di libero arbitrio, matura pensieri di suicidio. L'affetto del padre, ritornato nel frattempo al paese, e la lettura dell'Orlando Furioso gli fanno ritrovare un equilibrio stabile e il desiderio di concludere gli studi. Decide di studiare latino e greco privatamente a Villacidro, con Don Luigi Frau, per sostenere gli esami di licenza ginnasiale, poi si trasferisce a Cagliari per completare la sua preparazione ginnasiale.
Nel 1929 s'iscrive al liceo Dettori di Cagliari con un iniziale disagio dato dall'età avanzata rispetto ai suoi compagni di classe; conosce però un professore, Delio Cantimori, insegnante di storia, che lo sostiene e lo incoraggia a continuare gli studi. Concluso il liceo (nel frattempo muore dopo una lunga malattia la madre), su consiglio del professore Cantimori, tenta di entrare nella classe di lettere della prestigiosa Scuola Normale di Pisa, ma non è ammesso, pertanto si iscrive alla Statale di Pisa, rimanendo in stretto contatto con alcuni Normalisti.
Segue i corsi di Attilio Momigliano e Luigi Russo, con i compagni di studio Claudio Varese, Carlo Lodovico Ragghianti, Claudio Baglietto, Enrico Alpino e Carlo Cordiè, con i quali instaura rapporti importanti per la sua formazione culturale. Dopo la laurea, per un certo periodo continua a frequentare il gruppo raccolto attorno alla rivista Letteratura, poi inizia ad insegnare in varie città italiane, tra le quali Ferrara e Bassano del Grappa; nel 1941 viene nominato dal ministro Bottai provveditore agli Studi di Sassari. Dopo essere stato provveditore anche in altre sedi, tra cui Ravenna e Grosseto, viene comandato a Roma presso l'Accademia dei Lincei.
Inizia a scrivere i suoi primi racconti, nei quali è protagonista (come in tutta la sua narrativa) la sua Sardegna, tra i quali si nota La città rotonda (1930), inserito in seguito nel suo primo libro di racconti La sposa in città (1939).
Nel 1939 pubblica anche il romanzo San Silvano seguito dal romanzo Michele Boschino (1942) e dalla raccolta "Racconti vecchi e nuovi" (1945). Nel 1944-46 scrive sul settimanale La Riscossa. Tra i lavori successivi ci sono L'isola dell'angelo (1949), seguito da La frana (1950) e dal romanzo I passeri (1955). Nel 1972 vince il Premio Strega con il romanzo Paese d'ombre. Nelle sue opere descrive la Sardegna, antica, mitica e apparentemente immutabile, della sua infanzia contaminata dal "continente", visto come un mondo violento e senza valori.
Il romanzo Il disertore, ambientato durante la prima guerra mondiale, e giudicato uno dei migliori racconti della produzione italiana di quel periodo, si aggiudica nel 1962 il Premio Bagutta.
Si diletta anche in pittura, nel 1958 espone presso la galleria "Il Cenacolo" di Roma, con l'artista Maria Lai una serie di dipinti, sarà la prima di diverse collaborazioni e l'inizio di una lunga amicizia con l'artista di Ulassai.
Ha prodotto anche diverse opere teatrali, sviluppate dai suoi racconti: il suo primo dramma, La giustizia fu diffuso dalla BBC inglese e poi dalla RAI, prima di essere incluso nei Racconti drammatici. Il dramma La Trincea, che rievocava un episodio della prima guerra mondiale di cui fu protagonista il padre dello scrittore, allora ufficiale della Brigata Sassari, fu messo in onda da Rai 2 il 4 novembre 1961, giorno dell'inaugurazione del canale. Ha scritto anche l'opera teatrale Eleonora d'Arborea, dedicato alla giudichessa sarda che nel Trecento animò la resistenza dell'isola contro gli Aragonesi.
Dopo la sua morte avvenuta a Roma il 6 luglio del 1977, in suo ricordo è stato istituito, nel 1986 a Villacidro, il Premio Letterario Giuseppe Dessì ed è stata costituita una Fondazione i cui soci fondatori sono la Regione Autonoma della Sardegna e il comune di Villacidro.
Il premio si articola nelle sezioni Narrativa, Poesia e Premio Speciale della Giuria e viene assegnato ad autori di narrativa e di poesia in lingua italiana.
Sin da adolescente Dessì confessa la sua profonda ammirazione per Emilio Lussu ("Oltre che un uomo eccezionale, Lussu è stato un momento della storia, e non voglio dire della storia di ciascuno di noi e della nostra Isola, ma della storia semplicemente. Io lo conobbi sin da bambino, a Cagliari, tramite mio padre") e verso quell'idea liberalsocialista a cui sarà legato per tutta la sua vita. A Pisa, a contatto con molti "normalisti", Dessì si trova immerso in un ambiente culturale che lentamente sta passando dal "non fascismo" all'antifascismo vero e proprio. Nel 1944 esce a Sassari, diretto da Francesco Spanu Satta, un settimanale "politico, letterario e d'informazione", intitolato «Riscossa», al quale Dessì collabora attivamente. Del gruppo dei collaboratori facevano parte ancora Emilio Lussu, Antonio Borio, Salvatore Cottoni, Franco Fulgheri, Giovanni Floris, Francesco Masala, Fiorenzo Serra, Nino Giagu, Vico Mossa, Giovanni Maria Cherchi, Antonio Santoni Rugiu, Angelo Mannoni, Giovanni Lilliu, Luca Pinna, Gavino Musio, Augusto Maddaleni, Salvatore Mannuzzu, Teresa Crobu, tutti sardi, e Lorenzo Giusso, Aurelio Roncaglia, Lanfranco Caretti, Giorgio Bassani, Franco Matacotta, Antonio Delfini e Joyce Lussu.
In seguito, alla caduta del fascismo partecipa, insieme ad Antonio Borio, alla fondazione della prima sezione sassarese del ricostituito Partito socialista italiano. Nel 1960 accetta di essere presentato, come indipendente,  nella lista del PCI per il Consiglio comunale di Grosseto. Eletto, partecipa alla vita politica di quel comune come consigliere dal 1960 al 1964.
Nel 1974 decide di iscriversi per la prima volta al PCI, nonostante non sia mai stato in sintonia con una certa ortodossia marxista-leninista allora dominante. Pur non essendo sempre stato attivamente impegnato in politica, Dessì non mancherà mai di diffondere il suo pensiero politico-sociale in qualche modo pacifista e, secondo alcuni, antimilitarista (citando ad esempio Il Disertore del 1961 ma non considerano altri testi come il dramma La trincea. In questo contesto acquista rilievo «l'operazione di quegli scrittori, tra i quali Giuseppe Dessì, che hanno saputo unire all'impegno etico e civile l'impegno formale sul piano del linguaggio e delle strutture letterarie. La lettura di filosofi, narratori e poeti come Spinoza, Leibniz, Kant, Schopenhauer, Nietzsche, Bergson, Proust, Joyce, Einstein, Mann, Hesse, Rilke, Husserl, Merleau-Ponty, Heidegger, e la considerazione più tardi della portata eversiva della pittura di Monet, Manet, Pissarro,  Sisley, Cézanne, Van Gogh, Gauguin ma soprattutto di Braque e Picasso, offriranno allo scrittore sardo importantissime chiavi di lettura della realtà sarda, quegli strumenti filosofici, conoscitivi e artistico-compositivi che condizioneranno e informeranno buona parte della sua scrittura sino a Paese d'ombre. Ma già in Michele Boschino si iniziano a leggere i segni di questa contemporaneità. Modernità nell'approccio demologico ed antropologico che informa soprattutto la prima parte del romanzo, nel relativismo prospettico e conoscitivo (straordinario antidoto contro ogni esclusivismo ed etnocentrismo) - che egli sperimenta come migliore dimostrazione della problematicità (se non talvolta impossibilità) gnoseologica, spesso sconfinante nell'incomunicabilità - nel rinnovato rapporto fra soggetto e oggetto, fra individuo e realtà, nel rapporto tra tempo fisico e tempo interiore, nell'analisi dell'inconscio e subconscio, nella riduzione fenomenologica attuata attraverso la coscienza dei personaggi. Grande è il significato che, nella generale poetica dello scrittore, assume la temporalità intesa bergsonianamente come durata soggettiva, misura del vissuto e del percorso esperienziale dell'io, come rapporto imperfetto e non speculare tra tempo interiore e tempo fisico (l'oggetto si dà, appunto, per il soggetto). Il flusso memoriale, se non proprio coscienziale, diventa in Dessì scandaglio conoscitivo di universi ontologici, ricerca problematica di storie parallele, verticali e concentriche, verso verità spesso rinviate e rimandate all'infinito. Il tutto con un uso sapiente delle tecniche della variazione, del rallentamento e della sospensione ellittica, della ripresa e del disvelamento. La memoria, dunque, diventa la costante, il vero tòpos semantico. La significativa compresenza di differenti tipologie narrative e formali, di molteplici moduli della rappresentazione e di strutture superficiali di genere (racconto oggettivo e d'ambiente da una parte, scrittura soggettiva, memoriale e introspettiva dall'altra) e la non trascurabile valenza speculativa e filosofica - soprattutto per la proposta metodologica e per la mai risolta tensione gnoseologica - fanno di Michele Boschino una sorta di laboratorio sperimentale che rende Dessì autore moderno e di respiro europeo. 
La Sardegna, 'terra di permanenza e non di viaggio', è l'oggetto della sua scrittura e della sua speculazione. Essa diviene il suo correlativo oggettivo, l'equivalente emotivo del pensiero, di uno stato d'animo, di una condizione esistenziale; essa diviene, come per molti artisti sardi, il suo universale concreto».

## Scelte linguistiche
Giuseppe Dessì, pur essendo uno dei più importanti scrittori sardi che raccontano la storia e le tradizioni dell'isola, scrive le sue opere in un italiano colto, frutto dei suoi studi al Liceo Dettori di Cagliari prima e successivamente alla Facoltà di Lettere di Pisa, nel quale, tuttavia, inserisce parole e modi di dire in lingua sarda. Fra queste:
- GIÀI= "...fidati"
- GIODDU = "...una specie di yogurt molto in uso in parte d'Ispi"
- TZÌPULAS = dolce di Carnevale.
- FILU 'E FERRU = "...fortissima acquavite... che si usava per disinfettare le ferite, per prevenire la malaria e specialmente le infreddature e vi si inzuppavano i succhiotti dei lattanti, che smettevano di piangere e dormivano profondamente per ore, nelle loro culle"
- PICCIOCUS DE CROBI = "...furono circondati da un nugolo di picciocus de crobi, i piccoli facchini cagliaritani, scalzi, vestiti di stracci e vispi come passeri, con le loro gialle corbule di giunco, sempre pronti a trasportare qualsiasi merce per pochi centesimi..."
- MAIOLU = "... aveva sposato un plebeo paesano che si era fatto da sé, e che, per mantenersi agli studi era stato persino maiolu, cioè servetto, in casa di un nobile cagliaritano, secondo l'antica tradizione spagnuola."
- BAU DE SA MADIXEDDA = in "Paese d'Ombre", Dessì ci spiega che il punto in cui il rio Fluminera si allarga ed e più profondo viene chiamato "...BAU DE SA MADIXEDDA, guado della cutrettola, benché quando è in piena nemmeno un branco di tori riuscirebbe a guadarlo..."
- PRINTZIPALES = "...il prete si era trovato schierato con i più ricchi, coi printzipales..."
- MASSAIUS = "...Ognuno dei prinzipales... disponeva di un certo numero di voti dei massaius, cioè dei piccoli proprietari, padroni di pochi starelli di terreno, di qualche giogo di buoi, o di un branco di pecore."
- MAMÀI = richiamo affettuoso
- "A S'INFERRIU" e "LAMPU" = imprecazioni: rispettivamente (vai- o che vada-) ALL'INFERNO, e LAMPO.

## Opere principali

### Narrativa
- La sposa in città, Modena, Guanda, 1939;
- San Silvano, Firenze, Le Monnier, 1939;
- Michele Boschino, Milano, Mondadori, 1942;
- Racconti vecchi e nuovi, Roma, Einaudi, 1945;
- Storia del principe Lui, Milano, Mondadori, 1949;
- I passeri, Pisa, Mondadori, 1955;
- La ballerina di carta, Bologna, Cappelli, 1957;
- Isola dell'Angelo e altri racconti, Roma-Caltanìssetta, Sciascia, 1957;
- Introduzione alla vita di Giacomo Scarbo, Venezia, Sodalizio del libro, 1959; poi Mondadori, 1973;
- Racconti drammatici, Milano, Feltrinelli 1959;
- Il disertore, Milano, Mondadori, 1961;
- Lei era l'acqua, Milano, Mondadori, 1966;
- Paese d'ombre, Milano, Mondadori, 1972;
- La scelta, Milano, Mondadori, 1978;
- Come un tiepido vento, Palermo, Sellerio, 1989;
- Diari 1926/1931, Roma, Jouvence, 1993;
- Diari 1931/1948, Roma, Jouvence, 1998;
- Diari 1949/1951, Firenze, FUP, 2009;
- Diari 1952/1963, Firenze, FUP, 2011;
- Diari 1964/1977, Firenze, FUP, 2011.

### Teatro
- L'uomo al punto, in Terzo programma, n. 1, 1961;
- Eleonora d'Arborea, Milano, 1964;
- La trincea, in Drammi e commedie, Torino, 1965.

### Saggistica
- Sardegna, una civiltà di pietra, in collaborazione con F. Pinna e A. Pigliaru, Roma, 1961;
- Scoperta della Sardegna, Milano, 1965;
- Narratori di Sardegna, in collaborazione con N.Tanda, Milano, 1965.